# Золотарёв, Владимир Антонович
Владимир Антонович Золотарёв (род. 20 июля 1946 года, Одесса, УССР, СССР) — советский и российский военный историк, доктор исторических наук (1985), доктор юридических наук (2000), профессор (1991), член Общества востоковедов РАН (1987), председатель Комиссии по военной ориенталистике Русского географического общества (1987), президент Ассоциации военных историков и археографов России (1991—1996). Генерал-майор в отставке. Действительный государственный советник Российской Федерации 1-го класса (1996). Член научного совета Российского военно-исторического общества.
С 1993 по 2001 год — председатель учёного совета Института военной истории Министерства обороны России, с 1993 по 2008 год — председатель диссертационных советов по военной истории, всеобщей истории, истории России.

## Биография
Родился 20 июля 1946 года в Одессе.
В 1964 году окончил Ленинградское суворовское военное училище, в 1967 году окончил Ленинградское высшее общевойсковое командное дважды Краснознамённое училище имени С. М. Кирова.
С 1967 году на военной службе в штабе Ленинградского военного округа, параллельно стал слушателем спецкурса по российской истории В. В. Мавродина на историческом факультете Ленинградского государственного университета имени А. А. Жданова.
В 1977 году на учёном совете Института военной истории Министерства обороны СССР защитил кандидатскую диссертацию, а в 1985 году — докторскую.
В августе 1988 года назначен на должность начальника Управления отечественной военной истории Института военной истории Министерства обороны СССР. В 1992—1993 годах был советником первого заместителя министра обороны Российской Федерации, с февраля 1993 года — начальник Института военной истории Министерства обороны. В 1996—1997 годах был заместителем начальника Главного управления Президента Российской Федерации по защите конституционных прав граждан России, начальником управления по вопросам помилования и реабилитации, затем — военным инспектором в аппарате Совета безопасности Российской Федерации (1998—1999), членом Комиссии при Президенте Российской Федерации по государственным наградам (1995—1999).

## Работы
Автор свыше 600 научных трудов, в том числе 20 монографий.
Основные работы:
- Военно-историческая мысль в России на рубеже XIX–ХХ Россия и Турция: война 1877–1878 годов (М., 1983)
- Противоборство империй (М., 1991)
- От Карфагена до Карса: Очерки по истории военного искусства (М., 1993)
- Апостолы армии российской (М., 1994, 2-е изд.)
- Помни о прошлом: Конспекты по истории (М., 1994)
- Феномен российского ренессанса (М., 1995)
- В грядущее глядим мы сквозь былое (М., 1997)
- Отечественные военные реформы (М., 1997)
- Военная безопасность Отечества: Историко-правовое исследование (М., 1998, 2-е изд.)
- Европе верная Россия (М., 1999)
- Генералиссимус А. В. Суворов: Вершины славы (М., 1999)
- Под российским Андреевским флагом (М., 2000)
- Военная безопасность государства Российского (М., 2001)
- Генезис и тенденции развития военного искусства в России во второй половине XVIII столетия (М., 2011, 2-е изд.)

После августа 1991 года предложил новую концепцию военно-исторической науки и одновременно представил оригинальную методологию военной доктрины Российской Федерации (1991—1992).

## Награды
Награждён орденами «За заслуги перед Отечеством» IV степени (1996), «За службу Родине в Вооружённых Силах СССР» III степени (1982), Красной Звезды (1988), медалью «За боевые заслуги».